# Janastana taeniata
Janastana taeniata är en insektsart som beskrevs av Fowler 1900. Janastana taeniata ingår i släktet Janastana och familjen dvärgstritar. Inga underarter finns listade i Catalogue of Life.